# مسجد بدر الدين الونائي
مسجد بدر الدين الونائي هو مسجد أثري يحمل رقم 163 يعود للقرن التاسع الهجري. يقع بشارع الزرايب (شارع القبر الطويل أو شارع سكة الزرايب) بحي السيدة نفيسة. المسجد أعظمه متخرب وملحق به سبيل وكتاب وثمانية أعمدة من الزلط والرخام وبه المنبر والقبلة وله ميضأة بها شجرة لنج وسبيل ومكتب مهجور ومنارة وله محلات بجواره موقوفه عليه. وبالمسجد ضريح يرقد به جثمان «بدر الدين الونائى» باني المسجد.:ج4ص110